# Svislacké historicko-vlastivědné muzeum

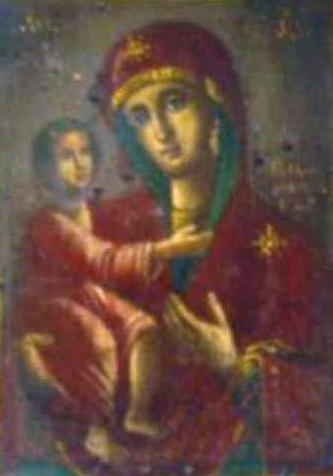
„Panna Maria“

Kulturní instituce Svislacké historicko-vlastivědné muzeum (bělorusky Свіслацкі гісторыка-краязнаўчы музей) se nachází v jedné z nejstarších budov ve Svislači, která byla postavena v roce 1907. Prvotně šlo o židovskou hospodu, po druhé světové válce zde byl hotel. Rozhodnutím výkonného výboru Hrodenské oblastní rady ze dne 12. dubna 1976 zde bylo otevřeno muzeum, přičemž expozice funguje od 24. srpna 1979.
Celková plocha muzea je 2 977 m², výstavní plocha je 189 m² (z toho 40 m² zabírá výstavní část a 19 m² skladovací prostor). K 1. lednu 2017 muzejní sbírka zahrnuje 7 947 exponátů v hlavním fondu a 4 600 exponátů v depozitáři. Muzejní fond se rozrůstá hlavně o exponáty, které jsou muzeu darovány. Hlavně cenné muzejní předměty podle možnosti muzeum vykupuje, aby je mohlo představit široké veřejnosti. Každoročně muzeum navštíví přes 10 tisíc lidí.

## Sály
První sál „Historie města Svislač“ je věnován historii Svislackého rajónu od nejstarších dob do roku 1900. Jsou zde vystaveny materiály dokumentující historii rodu Tyszkiewiczů: modely města Svislač z období konce 18. století až počátku 19. století. V sálu jsou také vystaveny dokumenty a materiály o jedné z prvních vzdělávacích institucích v Bělorusko, a to Svislackém gymnáziu, které bylo otevřeno v roce 1805 z prostředků Vikencije Tyszkiewicza. Dalším tématem je „Svislacký jarmark“
Druhý sál zobrazuje válečné události, které se konaly na území Svislackého rajónu v různých historických obdobích: válku v roce 1812, povstání Konstantyho Kalinowského v letech 1863–1864, první světová válka a Velká vlastenecká válka. Ty jsou doprovázeny dobovými fotografiemi, dokumenty, předměty a zbraněmi. V expozici „Velká vlastenecká válka“ jsou soustředěny materiály o veteránech Velké vlastenecké války, vojenských jednotkách a oddílech, které se podílely na osvobození rajónu od fašistů, partyzánech a odbojářích, kteří kladli odpor vůči okupantům.
Do expozice je také zařazena část, ve které je možné zhlédnout faunu a flóru Bělověžského pralesa. Vystaveny jsou vycpané exponáty zvířat a ptáků.

## Ředitelé
- 1976 – 1980: Jaŭhen Francavič Kušalevič
- 1981 – 2003: Mikalaj Uladzimiravič Pakutnik
- 2004 – 2010: Volha Sjarhejeŭna Trafimik
- 2010 – 2011: Natallja Stanislavaŭna Marcinčyk
- 2011 – 2014: Andrej Vaclavavič Šapel
- od r. 2014: Anastasija Jurjeŭna Pekar